# Wagner Ignác
Wagner Ignác (Komárom, 1700. augusztus 9. – Bécs, 1739. január 30.) Jézus-társasági áldozópap és tanár.

## Élete
1715. október 28-án lépett a jezsuita rendbe. Tanított grammatikát, 3 évig a retorikát és bölcseletet Nagyszombatban. Ezután hitszónok és főtábori lelkész volt.

## Munkái
- Posthuma memoria... Comitii Stephani Kohári... 1732, Tyrnaviae
- Miracula D. Francisci Xaverii Oberburgi... in latinum translata... Tyrnaviae, 1736
- Exercitatio rhetorica... super obitu ... Pr. Francisci Eugenii Sabaudiae... Tyrnaviae, 1736